# Двейн Ролосон
Двейн Ролосон (англ. Dwayne Roloson; 12 жовтня 1969, Сімко, Канада) — канадський хокеїст, воротар.
Виступав за «Сент-Джон Флеймс» (АХЛ), «Калгарі Флеймс», «Баффало Сейбрс», «Рочестер Американс» (АХЛ), «Вустер Айскетс» (АХЛ), «Міннесота Вайлд», «Лукко» (Раума) (локаут), «Едмонтон Ойлерс», «Нью-Йорк Айлендерс», «Тампа-Бей Лайтнінг».
В чемпіонатах НХЛ — 606 матчів, у турнірах Кубка Стенлі — 50 матчів. У чемпіонатах Фінляндії — 34 матчі, у плей-оф — 9 матчів.
У складі національної збірної Канади учасник чемпіонатів світу 1995, 2007 і 2009 (9 матчів). 
Досягнення
- Чемпіон світу (2007), срібний призер (2009), бронзовий призер (1995)
- Учасник матчу всіх зірок НХЛ (2004)

Нагороди
- Нагорода Роджера Кроз'єра (2004)
- Пам'ятна нагорода База Бастьєна (2001).